# Морроне-дель-Санніо
Морроне-дель-Санніо (Морроне-дель-Санньйо, італ. Morrone del Sannio) — муніципалітет в Італії, у регіоні Молізе,  провінція Кампобассо.
Морроне-дель-Санніо розташоване на відстані близько 195 км на схід від Рима, 20 км на північний схід від Кампобассо.
Населення — 612 осіб (2014).
Щорічний фестиваль відбувається 2 жовтня. Покровитель — San Modesto.

## Демографія
Населення за роками:

Станом на 1 січня 2023 року в муніципалітеті офіційно проживало 14 іноземців з 8 країн, серед них 4 громадяни країн Євросоюзу та 2 громадяни України.

## Сусідні муніципалітети
- Кампольєто
- Казакаленда
- Кастельботтаччо
- Кастелліно-дель-Біферно
- Лучито
- Лупара
- Проввіденті
- Ріпаботтоні